# Garry Birtles
Garry Birtles (27 de julho de 1956) é um ex-futebolista profissional inglês que atuava como atacante. Ele jogou entre os anos 1970 e 1990. Ele é mais conhecido por seu tempo no Nottingham Forest, quando ganhou a Liga dos Campeões de 1979 e 1980. 
Ele também jogou três vezes pela Seleção Inglesa, ele fez parte do elenco da Seleção Inglesa que participou da Eurocopa de 1980.

## Carreira

### Nottingham Forest
O Birtles foi contratado pelo Nottingham Forest por £2.000. Ele fez sua estréia em março de 1977 na Segunda Divisão contra o Hull City. Seu segundo jogo foi só 18 meses depois, em setembro de 1978. Ele marcou seu primeiro gol pelo clube em seu terceiro jogo, uma partida da primeira eliminatória da Liga dos Campeões de 1978-79 contra o atual campeão, Liverpool. 
Birtles manteve o seu lugar na equipe titular no resto da temporada, coroando seu sucesso com dois gols na vitória por 3 a 2 sobre o Southampton na final da Copa da Liga de 1979. Ele também conquistou a Liga dos Campeões de 1979 pela vitória por 1 a 0 sobre o Malmö da Suécia, no Estádio Olímpico de Munique. Ele marcou 14 vezes no campeonato naquela temporada.
Ele ganhou a Liga dos Campeões mais uma vez, dessa vez contra o Hamburgo, proporcionando o passe para John Robertson marcar o gol da vitória. Birtles também jogou em todos os jogos da Primeira Divisão no Forest nessa temporada marcando 12 gols.
Ele começou a temporada 1980-81 em boa forma, marcando seis gols em nove jogos do campeonato e foi vendido por uma taxa de 1,25 milhão de libras para o Manchester United.

### Manchester United
Sob o comando do técnico Dave Sexton, Birtles fez sua estréia pelo Manchester United em uma vitória da Primeira Divisão sobre o Stoke City no Victoria Ground em 22 de outubro de 1980. Ele fez 28 jogos em sua primeira temporada com o clube. Ele marcou seu primeiro gol na liga pelo United na temporada 1981-82 e marcou 11 vezes nessa temporada.
Coincidentemente, seu período no Manchester United terminou onde começou - contra o Stoke City. Sua última aparição veio na última rodada da temporada, quando venceram os Potters por 2-0 em Old Trafford. 
Ele começou a temporada 1982-83 ainda com o Manchester United, mas não foi selecionado para os jogo da equipe e voltou a jogar pelo Nottingham Forest.

### Retorno para o Forest
Em sua volta para o Forest, ele provou ser um goleador competente, particularmente com 15 gols na temporada 1983-84 e 14 na temporada 1986-87, o último dos quais ele foi o melhor marcador da equipe juntamente com o meio-campo Neil Webb e o atacante Nigel Clough. 
No entanto, o treinador do Forest, Brian Clough, permitiu que o Birtles fosse embora em uma transferência gratuita em junho de 1987.

### Notts County e Grimsby Town
Ele passou 18 meses no Notts County (onde ele jogou em quase todos os jogos da liga). Birtles terminou sua carreira no Grimsby Town, eles ganharam duas promoções sucessivas até 1991.

## Carreira Internacional
Durante os meses finais de sua primeira passagem pelo Nottingham Forest, quando ainda era considerado um dos melhores atacantes da liga inglesa, ele foi convocado três vezes pela Seleção Inglesa. Seu primeiro jogo foi em 13 de maio de 1980, em uma vitória por 3 a 1 sobre a Argentina.

## Títulos
Nottingham Forest
- Copa da Liga: 1978–79
- Liga dos Campeões: 1978–79, 1979–80
- Supercopa da UEFA: 1979

Grimsby Town
- Copa Lincolnshire: 1989–90

Individual
- Jogador do Ano do Nottingham Forest: 1978–79[4]
- Trófeu Bravo: 1979[5]
- Jogador do Ano dos Torcedores: 1989–90